# Škrjanče, Ivančna Gorica
Škrjanče so naselje v Občini Ivančna Gorica.